# Anne Hobbs
Anne Hobbs (Nottingham, 21 augustus 1959) is een voormalig tennisspeelster uit Engeland. Hobbs speelt rechtshandig. Zij was actief in het proftennis van 1977 tot en met 1989.

## Loopbaan
Hobbs debuteerde op zeventienjarige leeftijd. In februari 1977 won zij op het Tretorn-toernooi in Kopenhagen zowel het enkelspel (versloeg in de finale de Noorse Ellen Grindvold) als, samen met landgenote Sue Mappin, het dubbelspel.

### Enkelspel
In juni 1977 speelde zij haar eerste grandslampartij op Wimbledon. Haar eerste partijwinst op de grandslamtoernooien behaalde zij op het US Open 1978 – na de Amerikaanse Ruta Gerulaitis te hebben geklopt, moest zij vervolgens de duimen leggen voor de Nederlandse Betty Stöve.
Hobbs stond in 1979 voor het eerst in een WTA-finale, op het toernooi van Manchester – zij verloor van landgenote Sue Barker. In 1983 veroverde Hobbs haar eerste WTA-titel, op het toernooi van Indianapolis, door de Amerikaanse Ginny Purdy te verslaan. In totaal won zij twee WTA-titels, de andere in 1985 in Auckland.
Haar beste resultaat op de grandslamtoernooien is het bereiken van de vierde ronde, op ieder van de vier grandslamtoernooien. Haar hoogste notering op de WTA-ranglijst is de 33e plaats, die zij bereikte in november 1981.

### Dubbelspel
Hobbs behaalde in het dubbelspel betere resultaten dan in het enkelspel.
In 1977 nam zij ook in het dubbelspel deel aan Wimbledon, samen met landgenote Jo Durie. Tijdens haar tweede grandslam-optreden, op het US Open 1978 met de Zuid-Afrikaanse Tanya Harford, won zij meteen drie ronden, waarmee zij de kwartfinale bereikte – tegen het koppel Billie Jean King / Martina Navrátilová waren zij echter niet opgewassen.
Hobbs stond in december 1978 voor het eerst in een WTA-finale, op het grastoernooi van Sydney, samen met de Nieuw-Zeelandse Judy Chaloner – zij verloren van het Australische koppel Kerry Reid en Wendy Turnbull. In 1982 veroverde Hobbs haar eerste WTA-titel, op het toernooi van Hershey (Pennsylvania), samen met de Australische Susan Leo, door het Amerikaanse koppel Barbara Hallquist en Nancy Yeargin te verslaan. In totaal won zij negen WTA-titels, de laatste in 1985 in Auckland, samen met de Amerikaanse Candy Reynolds.
Haar beste resultaat op de grandslamtoernooien is het bereiken van de finale, eenmaal op het Australian Open 1983 samen met de Australische Wendy Turnbull, en andermaal op het US Open 1984 weer met Turnbull aan haar zijde. Haar hoogste notering op de WTA-ranglijst is de zesde plaats, die zij bereikte in september 1984.

#### Gemengd dubbelspel
Negen jaar lang speelde Hobbs het gemengd dubbelspel uitsluitend op Wimbledon en op het US Open – op beide toernooien was de kwartfinale haar beste resultaat, met de Indiër Anand Amritraj op het US Open 1983, en met de Amerikaan Marty Riessen op Wimbledon 1984. Op Roland Garros speelde zij nooit. Bij haar enige deelname aan het Australische grandslamtoernooi, in 1987 met landgenoot Andrew Castle, bereikte zij de finale – zij verloren de eindstrijd van de Amerikanen Zina Garrison en Sherwood Stewart.

### Tennis in teamverband
In de periode 1978–1989 maakte Hobbs deel uit van het Britse Fed Cup-team – zij behaalde daar een winst/verlies-balans van 21–12. In 1978 bereikten zij de halve finale van de Wereldgroep.
In de periode 1978–1989 maakte Hobbs tienmaal deel uit van de Britse delegatie bij de Wightman Cup. De enige jaren die zij oversloeg, waren 1983 (toen zij zich had gekwalificeerd voor het eindejaarstoernooi) en 1988 (een jaar waarin zij geen toernooien speelde). Alleen in 1978 wisten zij de Amerikaanse dames te verslaan (4–3).

### Na de actieve loopbaan
Hobbs verhuisde naar New York om psychologie te studeren aan het Mid-Manhattan Institute for Modern Psychoanalysis. Wat zij daar leerde, past zij toe bij het geven van tennislessen, zowel in haar eigen praktijk in New York (waar zij samen met haar dochter woont) als bij gerenommeerde instituten zoals de East River Tennis Club en de Roosevelt Island Racquet Club.

## Palmares
| Legenda                |
| ---------------------- |
| Grandslamtoernooi      |
| Olympische Spelen      |
| Year-End Championships |
| Tier I                 |
| Tier II                |
| Tier III               |
| Tier IV & V            |

### WTA-finaleplaatsen enkelspel
| nr.              | finale     | toernooi         | ondergrond | tegenstandster | score         |
| ---------------- | ---------- | ---------------- | ---------- | -------------- | ------------- |
| gewonnen finales |            |                  |            |                |               |
| 1.               | 1983-02-14 | WTA Indianapolis | tapijt (i) | Ginny Purdy    | 6-4, 6-7, 6-4 |
| 2.               | 1985-12-15 | WTA Auckland     | gras       | Louise Field   | 6-3, 6-1      |
| verloren finales |            |                  |            |                |               |
| 1.               | 1979-06-09 | WTA Manchester   | gras       | Sue Barker     | 5-7, 6-4, 0-6 |

### WTA-finaleplaatsen vrouwendubbelspel
| nr.              | finale     | toernooi          | ondergrond    | partner          | tegenstandsters                      | score         |         |
| ---------------- | ---------- | ----------------- | ------------- | ---------------- | ------------------------------------ | ------------- | ------- |
| gewonnen finales |            |                   |               |                  |                                      |               |         |
| 1.               | 1982-03-07 | WTA Hershey       | hardcourt (i) | Susan Leo        | Barbara Hallquist Nancy Yeargin      | 6-2, 6-0      |         |
| 2.               | 1982-06-13 | WTA Birmingham    | gras          | Jo Durie         | Rosie Casals Wendy Turnbull          | 6-3, 6-2      |         |
| 3.               | 1983-05-23 | WTA Berlijn       | gravel        | Jo Durie         | Claudia Kohde-Kilsch Eva Pfaff       | 6-4, 7-6      |         |
| 4.               | 1983-08-21 | WTA Toronto       | hardcourt     | Andrea Jaeger    | Rosalyn Fairbank Candy Reynolds      | 6-4, 5-7, 7-5 |         |
| 5.               | 1983-11-20 | WTA Brisbane      | gras          | Wendy Turnbull   | Pam Shriver Sharon Walsh             | 6-3, 6-4      |         |
| 6.               | 1983-11-27 | WTA Sydney        | gras          | Wendy Turnbull   | Hana Mandlíková Helena Suková        | 6-4, 6-3      |         |
| 7.               | 1984-01-23 | WTA Denver        | hardcourt (i) | Marcella Mesker  | Sherry Acker Candy Reynolds          | 6-2, 6-3      |         |
| 8.               | 1984-05-20 | WTA Berlijn       | gravel        | Candy Reynolds   | Kathleen Horvath Virginia Ruzici     | 6-3, 4-6, 7-6 |         |
| 9.               | 1985-12-15 | WTA Auckland      | gras          | Candy Reynolds   | Lea Antonoplis Adriana Villagrán     | 6-1, 6-3      |         |
| verloren finales |            |                   |               |                  |                                      |               |         |
| 1.               | 1978-12-10 | WTA Sydney        | gras          | Judy Chaloner    | Kerry Reid Wendy Turnbull            | 2-6, 6-4, 2-6 |         |
| 2.               | 1979-06-09 | WTA Manchester    | gras          | Sue Barker       | Cynthia Doerner Sharon Walsh         | 3-6, 2-6      |         |
| 3.               | 1981-11-08 | WTA Hongkong      | gravel        | Susan Leo        | Ann Kiyomura Sharon Walsh            | 3-6, 4-6      |         |
| 4.               | 1983-06-19 | WTA Eastbourne    | gras          | Jo Durie         | Martina Navrátilová Pam Shriver      | 1-6, 0-6      |         |
| 5.               | 1983-12-11 | Australian Open   | gras          | Wendy Turnbull   | Martina Navrátilová Pam Shriver      | 4-6, 7-6, 2-6 | details |
| 6.               | 1984-01-29 | WTA Marco Island  | gravel        | Andrea Jaeger    | Hana Mandlíková Helena Suková        | 6-3, 2-6, 2-6 |         |
| 7.               | 1984-04-16 | WTA Hilton Head   | gravel        | Sharon Walsh     | Claudia Kohde-Kilsch Hana Mandlíková | 5-7, 2-6      |         |
| 8.               | 1984-04-22 | WTA Amelia Island | gravel        | Mima Jaušovec    | Kathy Jordan Anne Smith              | 4-6, 6-3, 4-6 |         |
| 9.               | 1984-04-29 | WTA Orlando       | gravel        | Wendy Turnbull   | Claudia Kohde-Kilsch Hana Mandlíková | 0-6, 6-1, 3-6 |         |
| 10.              | 1984-09-09 | US Open           | hardcourt     | Wendy Turnbull   | Martina Navrátilová Pam Shriver      | 2-6, 4-6      | details |
| 11.              | 1985-05-20 | WTA Melbourne     | tapijt (i)    | Kathy Jordan     | Pam Shriver Elizabeth Smylie         | 2-6, 7-5, 1-6 |         |
| 12.              | 1987-07-19 | WTA Newport (VS)  | gras          | Kathy Jordan     | Gigi Fernández Lori McNeil           | 6-7, 5-7      |         |
| 13.              | 1987-08-30 | WTA Mahwah        | hardcourt     | Elizabeth Smylie | Gigi Fernández Lori McNeil           | 3-6, 2-6      |         |

### WTA-finaleplaatsen gemengd dubbelspel
| nr.              | finale     | toernooi        | ondergrond | partner       | tegenstanders                  | score         |         |
| ---------------- | ---------- | --------------- | ---------- | ------------- | ------------------------------ | ------------- | ------- |
| gewonnen finales |            |                 |            |               |                                |               |         |
| geen             |            |                 |            |               |                                |               |         |
| verloren finales |            |                 |            |               |                                |               |         |
| 1.               | 1987-01-25 | Australian Open | gras       | Andrew Castle | Zina Garrison Sherwood Stewart | 6-3, 6-7, 3-6 | details |

## Resultaten grandslamtoernooien
| Legenda | Legenda                          |
| ------- | -------------------------------- |
| g.t.    | geen toernooi gehouden           |
| l.c.    | lagere categorie                 |
| –       | niet deelgenomen                 |
| G       | uitgeschakeld in de groepsfase   |
| 1R      | uitgeschakeld in de eerste ronde |
| 2R      | uitgeschakeld in de tweede ronde |
| 3R      | uitgeschakeld in de derde ronde  |
| 4R      | uitgeschakeld in de vierde ronde |
| KF      | uitgeschakeld in de kwartfinale  |
| HF      | uitgeschakeld in de halve finale |
| F       | de finale verloren               |
| W       | het toernooi gewonnen            |
| w-v     | winst/verlies-balans             |

### Enkelspel
| toernooi        | 1977 | 1977 | 1978 | 1979 | 1980 | 1981 | 1982 | 1983 | 1984 | 1985 | 1986 | 1987 |    | 1989  | w-v |
| --------------- | ---- | ---- | ---- | ---- | ---- | ---- | ---- | ---- | ---- | ---- | ---- | ---- | -- | ----- | --- |
| Australian Open | –    | –    | –    | –    | –    | 2R   | –    | 2R   | –    | 3R   | g.t. | 4R   | –  | 7-4   |     |
| Roland Garros   | –    | –    | –    | 2R   | 2R   | 2R   | 1R   | 4R   | 2R   | 1R   | 3R   | –    | –  | 9-8   |     |
| Wimbledon       | 2R   | 2R   | 1R   | 2R   | 2R   | 4R   | 2R   | 1R   | 4R   | 2R   | 3R   | 2R   | 3R | 16-12 |     |
| US Open         | –    | –    | 3R   | 2R   | 2R   | 1R   | –    | 1R   | 1R   | 3R   | 1R   | 4R   | –  | 9-9   |     |

### Vrouwendubbelspel
| toernooi        | 1977 | 1977 | 1978 | 1979 | 1980 | 1981 | 1982 | 1983 | 1984 | 1985 | 1986 | 1987 |    | 1989 | w-v |
| --------------- | ---- | ---- | ---- | ---- | ---- | ---- | ---- | ---- | ---- | ---- | ---- | ---- | -- | ---- | --- |
| Australian Open | –    | –    | –    | –    | –    | 2R   | –    | F    | –    | HF   | g.t. | KF   | –  | 9-3  |     |
| Roland Garros   | –    | –    | –    | 2R   | 1R   | 3R   | 3R   | HF   | 3R   | 3R   | 2R   | –    | –  | 11-5 |     |
| Wimbledon       | 1R   | 1R   | –    | 2R   | 1R   | 2R   | 2R   | HF   | 2R   | 1R   | 1R   | 3R   | 1R | 8-7  |     |
| US Open         | –    | –    | KF   | 1R   | 3R   | 3R   | –    | KF   | F    | 3R   | 1R   | HF   | 1R | 14-6 |     |

### Gemengd dubbelspel
| toernooi        | 1978 | 1979 | 1980 | 1981 | 1982 | 1983 | 1984 | 1985 | 1986 | 1987 |    | 1989 | w-v |
| --------------- | ---- | ---- | ---- | ---- | ---- | ---- | ---- | ---- | ---- | ---- | -- | ---- | --- |
| Australian Open | –    | –    | –    | –    | –    | –    | –    | –    | g.t. | F    | –  | 4-1  |     |
| Roland Garros   | –    | –    | –    | –    | –    | –    | –    | –    | –    | –    | –  | 0-0  |     |
| Wimbledon       | 1R   | 1R   | 1R   | 2R   | 1R   | 1R   | KF   | 2R   | 3R   | 1R   | 2R | 6-10 |     |
| US Open         | –    | –    | 2R   | 1R   | –    | KF   | 2R   | –    | 1R   | 1R   | –  | 4-6  |     |